# قلعه‌سفید (دشتستان)
قلعه سفید (دشتستان) روستایی از توابع بخش مرکزی شهرستان دشتستان در استان بوشهر ایران است؛ که ساکنان اصلی در آن از اهالی روستاهای بنه، وسده، می‌باشند که به دلیل بالا آمدن آب در این روستاها به این روستا نقل مکان کردند.

## جمعیت
این روستا دربخش مرکزی  دهستان دالکی  شهرستان دشتستان قرار داشته. واولین روستا ورودی استان  بوشهرمی باشد. و بر اساس سرشماری سال1395 جمعیت آن 1989نفر (500خانوار) بوده‌است. که در قدیم دو روستا به نام های  بنه و سده بوده که درسال 1356 به دلیل بالا آمدن سطح آب از روستا مذکور نقل مکان کرده و به موقیت کنونی آمده .شغل اکثر اهالی کشاورزی  بوده و دارای یک نقشه عالی از لحاظ موقعیت چیدمان زمین ها بوده که بدون بن بست و در یک خط می باشد و از لحاظ امکانات دارای دو مدرسه ویک خانه بهداشت و یک خانه ورزش روستایی زمین چمن و مخابرات و همچنین پنج حسینیه و همچنین در حال احداث بزرگترین پارک روستایی استان به مساحت 12هزار متر مربع و اورزانس بین جاده ایی  میباشد. که در سال های 1400تا1402در حال پیشرفت چشم گیر بوده با تلاش های اهالی و شورای اسلامی و دهیاری که طی چند سال آینده به یک روستا عالی در منطقه تبدیل خواهد شد.زبان لری محلی.